# Poa kelloggii
Poa kelloggii är en gräsart som beskrevs av George Vasey. Poa kelloggii ingår i släktet gröen, och familjen gräs. Inga underarter finns listade i Catalogue of Life.